# Viodos-Abense-de-Bas
Viodos-Abense-de-Bas är en kommun i departementet Pyrénées-Atlantiques i regionen Nouvelle-Aquitaine i sydvästra Frankrike. Kommunen ligger i kantonen Mauléon-Licharre som tillhör arrondissementet Oloron-Sainte-Marie. År 2022 hade Viodos-Abense-de-Bas 748 invånare.

## Befolkningsutveckling
Antalet invånare i kommunen Viodos-Abense-de-Bas
| Referens: INSEE |